# Михаил Агбунов
Михаил Василевич Агбунов (на украински: Михайло Васильович Агбунов) е съветски, руски и украински учен от български произход, писател, доктор на историческите науки, археолог и пътешественик-изследовател. Бил е председател на Руската асоциация по история на корабоплаването и корабостроенето. Той има значителен принос за теоретичното изучаване и популяризирането на знанията за древната история на скитите в Черноморския регион. Той е автор на книги, научни и научно–популярни трудове по историческата география на древния свят.

## Биография
Михаил Агбунов е роден на 8 август 1952 г. в град Болград, Украинска ССР, в българско семейство от потомци на задунайски колонисти. Още в детството си проявява интерес към археологията, взима участие в училищния кръг в археологическите проучвания и разкопки в Болградски район. Училищният кръг се ръководи от бъдещия известен археолог Леонид Суботин, който става първи учител на Михаил и негов близък приятел до края на живота. Една от техните заслуги в началото на 70-те години на XX век е откриването на множество археологически обекти от различни исторически епохи в южна Украйна, сред които и Зализничното находище от среднокаменната епоха и спасяването на съкровищницата от бронзови предмети в селището от късната бронзова епоха – Нови Трояни II, край село Нови Трояни. През 1978 г. завършва Историческия факултет на Одеския национален университет „Иля Мечников“. През 1985 г. защитава дисертация в Московския държавен университет.
Той успява да проучи наличната информация на древната география за местоположението на древногръцките селища в района на Северното Причерноморие. Провежда редица исторически и географски експедиции върху копие на древногръцката диора Ивлия (името на дъщеря му), изградено с негово участие. Следвайки пътищата на древните моряци в Черно и Средиземно море, както и в Атлантическия океан, Ивлия преодолява над 3000 морски мили за 6 сезона на експедиция. Корабът посещава повече от 50 пристанища в Европа, като завърши плаването си в Париж. За първи път в света морските качества на древногръцката диера са тествани на практика и са получени фундаментално нови данни за техниката на управление на древни кораби. Но плановете за изграждането на втората Ивлия и извършването на нови пътешествия и открития по нея не се сбъдват.
През 2000 г. Михаил Агбунов се завръща в Украйна. Неговият интерес се насочва към историята на съвременна Южна Украйна през годините на масовата миграция на българи през XIX век. Той работи в тясно сътрудничество с много периодични издания, публикува различни материали и резултатите от своите изследвания. Като един от основателите на Фонда „Иван Инзов“ (основан през 2005 г.), работи за съхраняване на паметта на българския пазител – за възстановяването на мавзолея на Иван Инзов в гробището в Болград, събира и проучва неговото наследство. Няколко години работи върху поредица научно–приключенски романи, сюжетът на които се развива от древността до наши дни. Допринася за създаването на исторически и културен резерват „Скития“, пише за историята на родния град Болград. Умира при неясни обстоятелства на 19 октомври 2009 г., погребан е в гробищата на Болград.